# 佩尔努瓦
佩尔努瓦（法語：Pernois，法語發音：[pɛʁnwa]）是法国上法蘭西大區索姆省的一个市镇，属于亚眠区。

## 地理
佩尔努瓦（50°3'8"N, 2°11'4"E）面积8.83 平方千米，位于法国上法蘭西大區索姆省，该省份为法国北部沿海省份，北起加来海峡省和北部省，西接滨海塞纳省和大西洋英吉利海峡，南至瓦兹省，东临埃纳省。
与佩尔努瓦接壤的市镇（或旧市镇、城区）包括：贝尔讷伊、贝尔托库尔莱达姆、卡纳普勒、阿卢瓦莱佩尔努瓦、菲耶弗蒙勒莱、圣莱热莱多马尔、维尼亚库尔。
佩尔努瓦的时区为UTC+01:00、UTC+02:00（夏令时）。

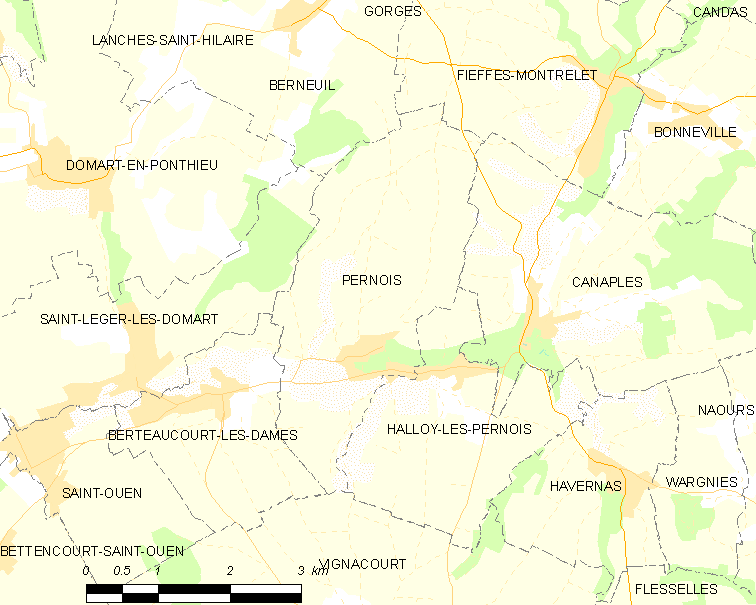
佩尔努瓦的OSM定位图

## 行政
佩尔努瓦的邮政编码为80670，INSEE市镇编码为80619。

## 政治
佩尔努瓦所属的省级选区为弗利克斯库尔县。

## 人口

1962-2008年间佩尔努瓦人口变化图示

佩尔努瓦于2022年1月1日时的人口数量为699人。